# Ennahda

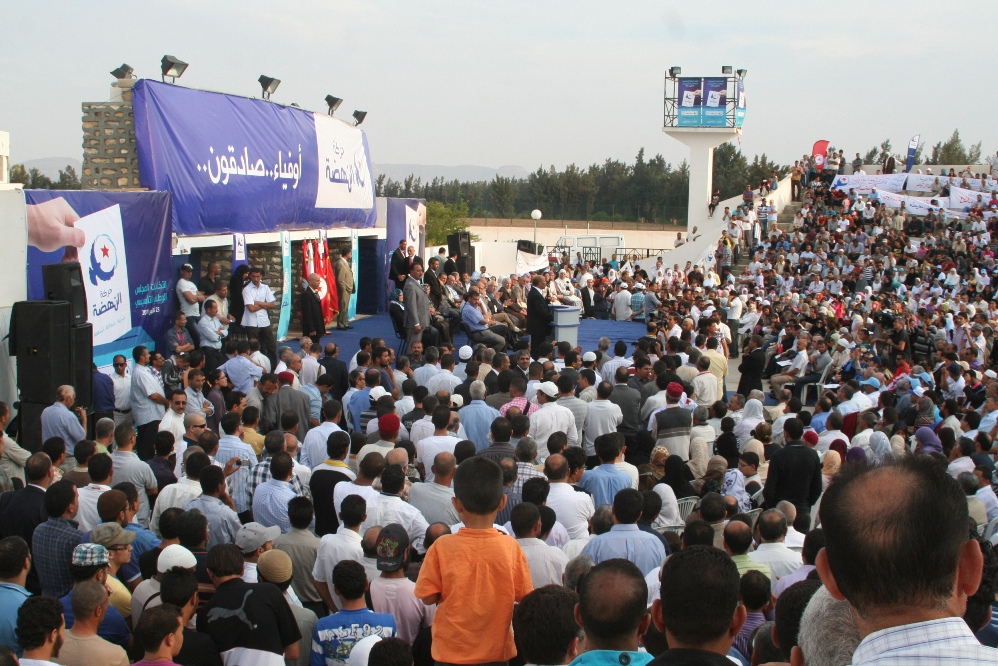
Předvolební demonstrace Ennahdy

Ennahda (Hnutí obnovy) je tuniská politická strana hlásící se k sociálně tržní ekonomice a k zásadám islámu. Byla založena roku 1981 a jejím předsedou je Rašíd Ghannúší. Symbolem je modrý letící orel a rudá pěticípá hvězda. Strana byla zakázána v roce 1989, protože někteří její příznivci byli obviněni z terorismu. Stála v čele občanského odporu proti režimu prezidenta Ben Aliho (tzv. Jasmínová revoluce) a vyhrála první svobodné volby v říjnu 2011 ziskem 40 % hlasů. Zároveň se distancovala od islámského fundamentalismu a vyjádřila věrnost občanskému principu tuniského státu. Zaručila práva křesťanské a židovské menšině a slíbila, že neohrozí turistický průmysl zákazem nošení plavek či pití alkoholu. Ghannúší po svém návratu z exilu hned řekl: „V Tunisku je šaría nepředstavitelná.“

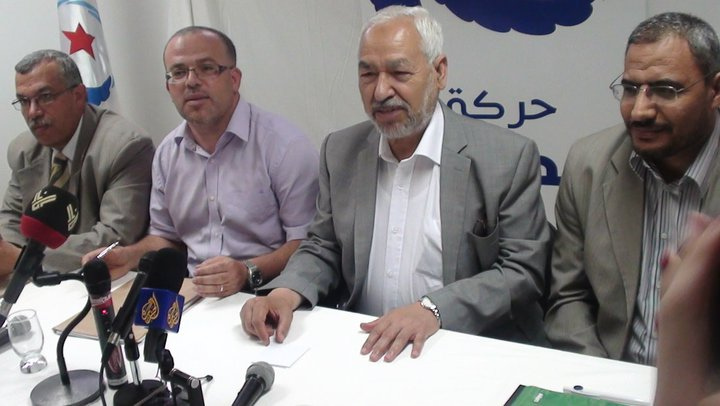
Předsednictvo Ennahdy, Ghannúší druhý zprava